# Lynn Collins
Viola Lynn Collins (Houston, 16 de maio de 1977) é uma atriz norte-americana, Ela fez aparições na televisão em True Blood e Manhunt: Unabomber, e é reconhecida por seus papéis em filmes como X-Men Origins: Wolverine e John Carter.
Ela já teve alguma experiência nas telonas com algumas adaptações dos papéis shakespeareanos. Em 2004, ela desempenhou o papel de Portia no filme O Mercador de Veneza (The Merchant of Venice), de 2004, baseado na peça homónima de Shakespeare. Ela estrelou o filme junto com Al Pacino (como Shylock), Joseph Fiennes (como Bassânio) e Jeremy Irons (como Antonio).
É casada desde 2008 com o ator Steven Strait.

## Filmografia
- Law & Order: Special Victims Unit (TV) (1 episódio, 1999)
- Earth Angels (2001) (TV)
- The Education of Max Bickford (TV) (1 episódio, 2001)
- One for the Money (2002) (TV)
- Never Get Outta the Boat (2002)
- Push, Nevada (TV) (1 episódio, 2002)
- Haunted (TV) (5 episódios, 2002)
- Splitsville (2003) (TV)
- Down with Love (2003)
- 50 First Dates (2004)
- 13 Going on 30 (2004)
- The Merchant of Venice (2004)
- Return to Rajapur (2006)
- The Lake House (2006)
- The Dog Problem (2006)
- The Number 23 (2007)
- Bug (2007)
- Numb (2007)
- Nothing Is Private (2007)
- Life in Flight (2008)
- Uncertainty (2008)
- Eavesdrop (2008)
- True Blood (TV) (2008)
- X-Men Origins: Wolverine (2009)
- Ten Years (2011)
- John Carter (2012)
- Unconditional (2012)
- Lost in the sun (2016)
- Rim of the World (2019)
- The walking dead (2021)